# 2010-es FIA GT1 Abu Dhabi Nagydíj

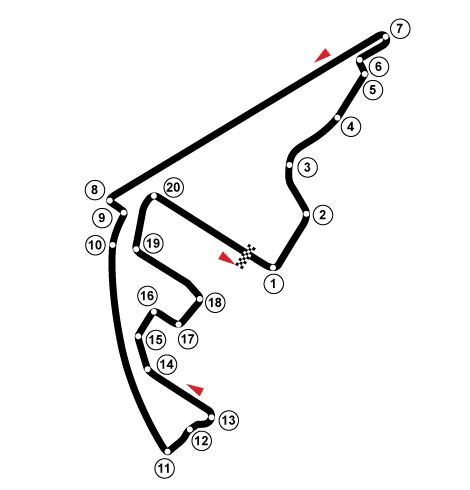
Yas Marina Circuit

A 2010-es FIA GT1 Abu Dhabi Nagydíjjal kezdődött az FIA GT1 világbajnokság első szezonja 2010. április 16–17-én. Ez volt az első sportautó-világbajnokság, amelyet az FIA felügyelt az 1992-es Magny Cours-i 500 km-es sportautó futam óta. A svájci Romain Grosjean és a német Thomas Mutsch nyerték a bajnoki versenyt a Matech Competition Ford színieiben, a két Phoenix Racing Corvette-et megelőzve. A Phoenix Corvette-tel Marc Hennerici és Andreas Zuber nyerte a bajnoki verseny előtt megrendezett kvalifikálóversenyt. Az Arab Túraautóbajnokság támogatta a versenyt.

## Időmérő
Az időmérőedzést április 16-án este, villanyfényes megvilágítással tartották meg. Mind a 24 autó részt vett az első 20 perces edzésen amit Michael Krumm vezetett az elején. Frédéric Makowiecki vette át a vezetést a Nissan autójával, és az első versenyző lett aki 2:07-es időt ért el, nem sokkal később a Vitaphone Maserati Enrique Bernoldival ért el 2:07-es időt, mindössze 58 ezreddel a második mögött.  Az edzés második felében Andreas Zuber ugrott az élre a Phoenix Corvette, 2:06:78-as idővel.
Az edzés vége felé a Matech versenyző Natacha Gachnang a hátsó egyenesben kicsúszott és a biztonsági falnak rohant az autóval. Az edzést két percre megállították, míg Gachnangot kiszedték és a törmelékeket eltakarították, majd helikopterrel vitték kórházba, ahol a vizsgálatok szerint a jobb lába tört el. A baleset helyszínén lévő filmezőnek az orra tört el a baleset következtében. Az első edzést elhalasztották, miután kiderült, hogy a fal helyreállítása három óráig is eltarthat. Az FIA végül az első, második és harmadik edzést is törölte. Ezzel Zuber és csapattársa Marc Hennerici szerezte meg a pole-pozíciót.

### Időmérő végeredmény
Az időmérőn az első pilóta gyakorolt, viszont a harmadik edzésen a második pilóta gyakorolt volna. Mivel a második és harmadik edzést is törölték, ezért csak az első pilóta vezethetett az időmérő edzésen.
| Pozíció | #  | Első pilóta           | Csapat                          | Első edzés | Rajthely |
| Pozíció | #  | Második pilóta        | Csapat                          | Első edzés | Rajthely |
| ------- | -- | --------------------- | ------------------------------- | ---------- | -------- |
| 1       | 13 | Andreas Zuber         | Phoenix Racing / Carsport       | 2:06.780   | 1        |
| 1       | 13 | Marc Hennerici        | Phoenix Racing / Carsport       | 2:06.780   | 1        |
| 2       | 9  | Frédéric Makowiecki   | Hexis AMR                       | 2:07.705   | 2        |
| 2       | 9  | Philippe Dumas        | Hexis AMR                       | 2:07.705   | 2        |
| 3       | 2  | Enrique Bernoldi      | Vitaphone Racing Team           | 2:07.763   | 3        |
| 3       | 2  | Miguel Ramos          | Vitaphone Racing Team           | 2:07.763   | 3        |
| 4       | 11 | Xavier Maassen        | Mad-Croc Racing                 | 2:08.049   | 4        |
| 4       | 11 | Alex Müller           | Mad-Croc Racing                 | 2:08.049   | 4        |
| 5       | 1  | Michael Bartels       | Vitaphone Racing Team           | 2:08.070   | 5        |
| 5       | 1  | Andrea Bertolini      | Vitaphone Racing Team           | 2:08.070   | 5        |
| 6       | 12 | Mika Salo             | Mad-Croc Racing                 | 2:08.078   | 6        |
| 6       | 12 | Pertti Kuismanen      | Mad-Croc Racing                 | 2:08.078   | 6        |
| 7       | 24 | Peter Kox             | Reiter                          | 2:08.090   | 7        |
| 7       | 24 | Christopher Haase     | Reiter                          | 2:08.090   | 7        |
| 8       | 7  | Darren Turner         | Young Driver AMR                | 2:08.143   | 8        |
| 8       | 7  | Tomáš Enge            | Young Driver AMR                | 2:08.143   | 8        |
| 9       | 23 | Michael Krumm         | Sumo Power GT                   | 2:08.287   | 9        |
| 9       | 23 | Peter Dumbreck        | Sumo Power GT                   | 2:08.287   | 9        |
| 10      | 40 | Bas Leinders          | Marc VDS Racing Team            | 2:08.322   | 10       |
| 10      | 40 | Maxime Martin         | Marc VDS Racing Team            | 2:08.322   | 10       |
| 11      | 5  | Thomas Mutsch         | Matech Competition              | 2:08.463   | 11       |
| 11      | 5  | Romain Grosjean       | Matech Competition              | 2:08.463   | 11       |
| 12      | 33 | Alexandros Margaritis | Triple H Team Hegersport        | 2:08.494   | 12       |
| 12      | 33 | Altfrid Heger         | Triple H Team Hegersport        | 2:08.494   | 12       |
| 13      | 4  | Seiji Ara             | Swiss Racing Team               | 2:08.610   | 13       |
| 13      | 4  | Max Nilsson           | Swiss Racing Team               | 2:08.610   | 13       |
| 14      | 3  | Karl Wendlinger       | Swiss Racing Team               | 2:08.652   | 14       |
| 14      | 3  | Henri Moser           | Swiss Racing Team               | 2:08.652   | 14       |
| 15      | 41 | Markus Palttala       | Marc VDS Racing Team            | 2:08.737   | 15       |
| 15      | 41 | Renaud Kuppens        | Marc VDS Racing Team            | 2:08.737   | 15       |
| 16      | 34 | Matteo Bobbi          | Triple H Team Hegersport        | 2:08.787   | 16       |
| 16      | 34 | Bert Longin           | Triple H Team Hegersport        | 2:08.787   | 16       |
| 17      | 37 | Thomas Jäger          | All-Inkl.com Münnich Motorsport | 2:08.798   | 17       |
| 17      | 37 | Marc Basseng          | All-Inkl.com Münnich Motorsport | 2:08.798   | 17       |
| 18      | 10 | Clivio Piccione       | Hexis AMR                       | 2:09.046   | 18       |
| 18      | 10 | Jonathan Hirschi      | Hexis AMR                       | 2:09.046   | 18       |
| 19      | 22 | Warren Hughes         | Sumo Power GT                   | 2:09.446   | 19       |
| 19      | 22 | Jamie Campbell-Walter | Sumo Power GT                   | 2:09.446   | 19       |
| 20      | 8  | Christoffer Nygaard   | Young Driver AMR                | 2:09.629   | 20       |
| 20      | 8  | Stefan Mücke          | Young Driver AMR                | 2:09.629   | 20       |
| 21      | 6  | Natacha Gachnang      | Matech Competition              | 2:09.964   | 21       |
| 21      | 6  | Cyndie Allemann       | Matech Competition              | 2:09.964   | 21       |
| 22      | 25 | Ricardo Zonta         | Reiter                          | 2:10.261   | 22       |
| 22      | 25 | Rafael Daniel         | Reiter                          | 2:10.261   | 22       |
| 23      | 38 | Nicky Pastorelli      | All-Inkl.com Münnich Motorsport | 2:10.628   | 23       |
| 23      | 38 | Dominik Schwager      | All-Inkl.com Münnich Motorsport | 2:10.628   | 23       |
| 24      | 14 | Mike Hezemans         | Phoenix Racing / Carsport       | 2:16.352   | 24       |
| 24      | 14 | Andrea Piccini        | Phoenix Racing / Carsport       | 2:16.352   | 24       |

## Versenyek

### Kvalifikálóverseny
Az FIA GT1 Világbajnokság első futama délután kezdődött, a pole-pozícióból Marc Hennerici indult és a versenyt repülőrajttal indították el. Az első balkanyarnál Miguel Ramos a #2-es Vitaphone Maserati pilóta megpróbálta megelőzni Hennerici-t, de belefékezett a hátuljába és kicsúszott a pályáról.  Miközben próbált visszajönni a pályára, belecsúszott a #7-es Aston Martin versenyzőjébe Tomáš Enge-be, aki a #12-es Mad-Croc Corvette versenyzőjét, Pertti Kuismanent találta el. Mindhárom autó feladni kényszerült az első futamot a baleset miatt. Az első körben megpördült a #9-es Hexis Philippe Dumas-val a volánnál. A balesetek miatt be kellett küldeni a biztonsági autót, majd ezt követően Hennerici vezetett a #11-es Mad-Croc Corvette versenyzője, Alex Müller előtt, Müller mögött az #1-es Vitaphone Maserati pilótája, Andrea Bertolini volt, a #24-es Reiter Lamborghini versenyző Christopher Haase a negyedik, és az #5-ös Matech Ford versenyzője, Romain Grosjean volt az ötödik, aki kilenc helyet javított a rajt után.
Két kör után lejött a pályáról a biztonsági autó és Hennerici maradt az élen. Grosjean kezdett felzárkózni és megelőzte Kox Lamborghinijét az ötödik körben, és Piccini Maseratiját két körrel később, majd amikor megelőzte Müller Corvette-jét a nyolcadik körben, akkor már második helyen állt. A boxutcát a 10. körben nyitották, ekkor Hennerici azonnal kiment, Andreas Zuber váltotta a volánnál, ezzel Grosjeannak adva a vezető pozíciót. Három körrel később a Matech Ford és a Mad-Croc Corvette is kiment kiállásra, de a Corvette a lassúra sikerült kiállás miatt a hetedik helyre csúszott vissza. Tíz perccel később a boxutcát bezárták és Thomas Mutsch vette át a második helyet a Matech Forddal, Michael Bartels a harmadik helyen állt a Vitaphone Maseratival. Az élen álló Corvette pilóta Zuber növelni kezdte növelni az előnyét, míg Xavier Maassen a #11-es Mad-Croc Corvette a negyedik helyig jött fel és tartotta ezt a helyet, míg a verseny vége előtt három körrel a motorja tönkre nem ment. Zuber végül megnyerte a versenyt, Mutsch pedig tíz másodpercről kettőre csökkentette a hátrányát. Bartels a harmadik helyre hozta be az autóját, ezzel az ő csapata szerezte az utolsó pontokat a kvalifikálóversenyen.

#### Végeredmény
| Pozíció | #  | Csapat                          | Pilóták                             | Gyártó       | Körök | Idő/Kiesés oka |
| ------- | -- | ------------------------------- | ----------------------------------- | ------------ | ----- | -------------- |
| 1       | 13 | Phoenix Racing / Carsport       | Marc Hennerici Andreas Zuber        | Corvette     | 26    | 1:00:34.886    |
| 2       | 5  | Matech Competition              | Thomas Mutsch Romain Grosjean       | Ford         | 26    | +2.273         |
| 3       | 1  | Vitaphone Racing Team           | Michael Bartels Andrea Bertolini    | Maserati     | 26    | +4.308         |
| 4       | 8  | Young Driver AMR                | Stefan Mücke Christoffer Nygaard    | Aston Martin | 26    | +37.808        |
| 5       | 33 | Triple H Team Hegersport        | Altfrid Heger Alexandros Margaritis | Maserati     | 26    | +43.535        |
| 6       | 40 | Marc VDS Racing Team            | Bas Leinders Maxime Martin          | Ford         | 26    | +45.608        |
| 7       | 9  | Hexis AMR                       | Philippe Dumas Frédéric Makowiecki  | Aston Martin | 26    | +54.118        |
| 8       | 10 | Hexis AMR                       | Clivio Piccione Jonathan Hirschi    | Aston Martin | 26    | +1:07.115      |
| 9       | 3  | Swiss Racing Team               | Karl Wendlinger Henri Moser         | Nissan       | 26    | +1:12.583      |
| 10      | 25 | Reiter                          | Ricardo Zonta Rafael Daniel         | Lamborghini  | 26    | +1:13.649      |
| 11      | 23 | Sumo Power GT                   | Peter Dumbreck Michael Krumm        | Nissan       | 26    | +1:15.161      |
| 12      | 4  | Swiss Racing Team               | Max Nilsson Seiji Ara               | Nissan       | 26    | +1:19.330      |
| 13      | 22 | Sumo Power GT                   | Warren Hughes Jamie Campbell-Walter | Nissan       | 26    | +1:27.725      |
| 14 Ki   | 11 | Mad-Croc Racing                 | Xavier Maassen Alex Müller          | Corvette     | 23    | Motor          |
| 15 Ki   | 24 | Reiter                          | Peter Kox Christopher Haase         | Lamborghini  | 20    | Fékek          |
| 16      | 14 | Phoenix Racing / Carsport       | Mike Hezemans Andrea Piccini        | Corvette     | 20    | +6 Kör         |
| 17 Ki   | 38 | All-Inkl.com Münnich Motorsport | Nicky Pastorelli Dominik Schwager   | Lamborghini  | 17    | Kiállt         |
| 18 Ki   | 37 | All-Inkl.com Münnich Motorsport | Marc Basseng Thomas Jäger           | Lamborghini  | 12    | Kiállt         |
| 19 Ki   | 41 | Marc VDS Racing Team            | Renaud Kuppens Markus Paltalla      | Ford         | 2     | Kuplung        |
| 20 Ki   | 2  | Vitaphone Racing Team           | Miguel Ramos Enrique Bernoldi       | Maserati     | 1     | Ütközés        |
| 21 Ki   | 7  | Young Driver AMR                | Tomáš Enge Darren Turner            | Aston Martin | 1     | Ütközés        |
| 22 Ki   | 12 | Mad-Croc Racing                 | Pertti Kuismanen Mika Salo          | Corvette     | 0     | Ütközés        |
| Ni      | 34 | Triple H Team Hegersport        | Bert Longin Matteo Bobbi            | Maserati     | 0     | Nem indult     |
| Ni      | 6  | Matech Competition              | Natacha Gachnang Cyndie Allemann    | Ford         | 0     | Nem indult     |

### Bajnoki verseny

#### Végeredmény
| Pozíció | #  | Csapat                          | Pilóták                             | Gyártó       | Körök | Idő/Kiesés oka |
| ------- | -- | ------------------------------- | ----------------------------------- | ------------ | ----- | -------------- |
| 1       | 5  | Matech Competition              | Thomas Mutsch Romain Grosjean       | Ford         | 28    | 1:01:14.892    |
| 2       | 13 | Phoenix Racing / Carsport       | Marc Hennerici Andreas Zuber        | Corvette     | 28    | +23.061        |
| 3       | 14 | Phoenix Racing / Carsport       | Mike Hezemans Andrea Piccini        | Corvette     | 28    | +26.485        |
| 4       | 1  | Vitaphone Racing Team           | Michael Bartels Andrea Bertolini    | Maserati     | 28    | +34.075        |
| 5       | 25 | Reiter                          | Ricardo Zonta Rafael Daniel         | Lamborghini  | 28    | +49.496        |
| 6       | 2  | Vitaphone Racing Team           | Miguel Ramos Enrique Bernoldi       | Maserati     | 28    | +53.059        |
| 7       | 34 | Triple H Team Hegersport        | Bert Longin Matteo Bobbi            | Maserati     | 28    | +1:00.565      |
| 8       | 24 | Reiter                          | Peter Kox Christopher Haase         | Lamborghini  | 28    | +1:12.694      |
| 9       | 33 | Triple H Team Hegersport        | Altfrid Heger Alexandros Margaritis | Maserati     | 28    | +1:24.473      |
| 10      | 11 | Mad-Croc Racing                 | Xavier Maassen Alex Müller          | Corvette     | 28    | +1:26.254      |
| 11      | 7  | Young Driver AMR                | Tomáš Enge Darren Turner            | Aston Martin | 28    | +1:26.848      |
| 12      | 22 | Sumo Power GT                   | Warren Hughes Jamie Campbell-Walter | Nissan       | 28    | +1:28.174      |
| 13      | 40 | Marc VDS Racing Team            | Bas Leinders Maxime Martin          | Ford         | 28    | +1:37.634      |
| 14      | 3  | Swiss Racing Team               | Karl Wendlinger Henri Moser         | Nissan       | 28    | +1:59.534      |
| 15      | 12 | Mad-Croc Racing                 | Pertti Kuismanen Mika Salo          | Corvette     | 28    | +2:01.150      |
| 16      | 23 | Sumo Power GT                   | Peter Dumbreck Michael Krumm        | Nissan       | 27    | +1 Kör         |
| 17      | 37 | All-Inkl.com Münnich Motorsport | Marc Basseng Thomas Jäger           | Lamborghini  | 24    | +4 Kör         |
| 18 Ki   | 10 | Hexis AMR                       | Clivio Piccione Jonathan Hirschi    | Aston Martin | 22    | Gumidefekt     |
| 19 Ki   | 9  | Hexis AMR                       | Philippe Dumas Frédéric Makowiecki  | Aston Martin | 15    | Kiállt         |
| 20 Ki   | 38 | All-Inkl.com Münnich Motorsport | Nicky Pastorelli Dominik Schwager   | Lamborghini  | 12    | Kiállt         |
| 21 Ki   | 4  | Swiss Racing Team               | Max Nilsson Seiji Ara               | Nissan       | 1     | Ütközés        |
| 22 Ki   | 8  | Young Driver AMR                | Stefan Mücke Christoffer Nygaard    | Aston Martin | 0     | Ütközés        |
| Ni      | 41 | Marc VDS Racing Team            | Renaud Kuppens Markus Paltalla      | Ford         | 0     | Nem indult     |
| Ni      | 6  | Matech Competition              | Natacha Gachnang Cyndie Allemann    | Ford         | 0     | Nem indult     |